# Liste des épisodes de Jessie

Cette page présente la liste des épisodes de la série télévisée Jessie.

## Liste des saisons
| Saison | Saison | Épisodes | États-Unis        | États-Unis        | France          | France           |
| Saison | Saison | Épisodes | Début de saison   | Fin de saison     | Début de saison | Fin de saison    |
| ------ | ------ | -------- | ----------------- | ----------------- | --------------- | ---------------- |
|        | 1      | 26       | 30 septembre 2011 | 7 septembre 2012  | 3 janvier 2012  | 20 octobre 2012  |
|        | 2      | 26       | 5 octobre 2012    | 13 septembre 2013 | 6 février 2013  | 30 novembre 2013 |
|        | 3      | 26       | 5 octobre 2013    | 28 novembre 2014  | 19 février 2014 | 13 décembre 2014 |
|        | 4      | 20       | 9 janvier 2015    | 16 octobre 2015   | 11 avril 2015   | 28 novembre 2015 |

## Liste des épisodes

### Première saison (2011-2012)
1. Une nounou à New York (New York, New Nanny)
2. Bravo M. Kipling ! (The Talented Mr. Kipling)
3. Mauvais Karma (Used Karma)
4. La Partie de Paintball (Zombie Tea Party)
5. Stars d'un jour (One Day Wonders)
6. La Nouvelle amie de Zuri (Zuri's New Old Friend)
7. Quand l'amour fait peur (Creepy Connie Comes a Callin')
8. Un Noël pas si joyeux ! (Christmas Story)
9. La Star de cinéma (Star Wars)
10. Mon petit frère, cet inconnu (Are You Cooler than a 5th Grader?)
11. Les Aventures du métro de New York (Take the A-Train... I Think?)
12. Le Diadème (Romancing the Crone)
13. Un vrai conte de fées (The Princess and the Pea Brain)
14. Attention nounou dangereuse ! (World Wide Web of Lies)
15. Une éducation originale (The Kid Whisperer)
16. Ravi mène l’enquête (Glue Dunnit: A Sticky Situation)
17. Emma est amoureuse (Badfellas)
18. Le Concours de beauté (Beauty & the Beasts)
19. Les Jumelles (Evil Times Two)
20. Tempête dans une tasse de thé (Tempest In a Teacup)
21. Chacun ses phobies (A Doll's Outhouse)
22. L'Île déserte (We Are So Grounded)
23. Franny la frappandingue a encore frappé (Creepy Connie's Curtain Call)
24. L'Audition (Cattle Cast & Scary Walls)
25. La Fête de Zuri (Gotcha Day)
26. Le Secret de M. Kipling (The Secret Life of Mr. Kipling)

### Deuxième saison (2012-2013)
Le 12 mars 2012, Disney Channel a renouvelé la série pour une deuxième saison et un téléfilm est en développement.
1. La Nuit de tous les dangers (The Whining)
2. Petits monstres aux yeux verts (Green-Eyed Monsters)
3. Nouveaux amis, nouveaux défis (Make New Friends, but Hide the Old)
4. Lézards et la manière (101 Lizards)
5. Emma crée son blog (Trashin' Fashion)
6. Austin & Ally & Jessie : tous ensemble ! (Austin & Jessie & Ally All Star New Year) (crossover avec Austin et Ally) (50 minutes)
7. Le Malentendu (The Trouble with Tessie)
8. La Robe de soirée (Say Yes to the Messy Dress)
9. La Chouchoute de la maîtresse (Teacher's Pest)
10. Jessie fait du cinéma (Jessie's Big Break) (50 minutes)
11. C'est la fête à Jessie (Pain in the Rear Window)
12. La Poupée de Jessie (Toy Con)
13. Être ou ne pas être moi (To Be Me or Not to Be Me)
14. L'Anniversaire (Why Do Foils Fall in Love?)
15. Une nouvelle amie royale (Kids Don't Wanna Be Shunned)
16. Échec et mat (All the Knight Moves)
17. Zuri prend son envol (We Don't Need No Stinkin' Badges)
18. Où est passée Lucy ? (Somebunny's in Trouble)
19. Un amour qui fait mal (Punch Dumped Love)
20. Un doudou trop collant (Quitting Cold Koala)
21. La Chambre forte (Room Panic Attack)
22. Joyeux anniversaire, Bertrand ! (Throw Mamma from the Terrace)
23. Jess-irminator (The Jessie-Nator : Grudgement Day)
24. Le Journal de Jessie (Diary of a Mad Newswoman)
25. Ruptures et retrouvailles (Break-Up and Shape-Up)
26. Retrouvailles (G.I. Jessie) (50 minutes)

### Troisième saison (2013-2014)
Le 28 mars 2013, la série a été renouvelée pour une troisième saison diffusée à partir du 5 octobre 2013 sur Disney Channel aux États-Unis.
1. Soirée d'Halloween (Ghost Bummers)
2. Jeux de mains, jeux de vilains (Caught Purple Handed)
3. Jessie sur les planches (Understudied and Overdone)
4. Rendez-vous surprise et panique au zoo ! (The Blind Date, the Cheapskate and the Primate)
5. Combat sur le ring (Lizard Scales and Wrestling Tales)
6. Les Ross passent à la télévision (The Rosses Get Real)
7. Bonne chance Jessie: un Noël à New York (Good Luck Jessie: NYC Christmas) (crossover avec Bonne chance Charlie) (50 minutes)
8. Danse et sentiments (Krumping and Crushing)
9. Une voisine un peu trop nature (Hoedown Showdown)
10. Le Premier Job d'Emma (Snack Attack)
11. Une frappadingue peut en cacher une autre (Creepy Connie 3: The Creepening)
12. Cours d'art vraiment dramatique (Acting with the Frenemy)
13. Une Surprise de la Maison-Blanche (From the White House to Our House)
14. Le Critique gastronomique (Help Not Wanted)
15. Un baby-sitter très particulier (Where's Zuri?)
16. Au pas de course ! (Morning Rush)
17. Silence, on tourne ! (Lights, Camera, Distraction!)
18. Un anniversaire dans l'espace (Spaced Out)
19. La Vie rêvée de Bertrand (The Telltale Duck)
20. Trois fans pour un concert (Coffee Talk)
21. Coup de foudre à New York (Between the Swoon and New York City)
22. Plus d'argent, plus de problème (No Money, Mo' Problems)
23. À la recherche de l'homme idéal (The Runaway Bride of Frankenstein)
24. Mariage express (There Goes the Bride)
25. Un taxi pour la Gloire (Ride to Riches)
26. Vacances de Noël à Hawaï (Jessie's Aloha-holidays with Parker and Joey) (crossover avec Liv et Maddie, 55 minutes)

### Quatrième saison (2015)
Le 20 mai 2014, Disney Channel a renouvelé la série pour une quatrième et dernière saison. La production a débuté en août 2014 et est diffusée dès le 9 janvier 2015 aux États-Unis.
Le 25 février 2015 Disney Channel a annoncé officiellement la série prendrait fin après sa quatrième saison, ce qui porte la série à un total de 101 épisodes. Le même jour, Disney a commandé un spin-off, les vedettes Peyton List, Karan Brar, Skai Jackson dans leurs rôles respectifs.
1. Escapade africaine (But Africa Is So... Fari)
2. Sur le fil du rasoir (A Close Shave)
3. Les Ross sont ruinés (Four Broke Kids)
4. Moby et Cobasy (Moby and SCOBY)
5. Karaté kid catastrophique (Karate Kid-tastrophe)
6. Sacrée équipe (Basket Cases)
7. Capturer le drapeau (Capture the Nag)
8. Voleurs en herbe (What a Steal)
9. Emma passe le permis de conduire (Driving Miss Crazy)
10. Le nouveau majordome (Bye Bye Bertie)
11. Sur une île au large de l'Italie, première partie (Rossed at Sea, Part 1)
12. Sur une île au large de l'Italie, deuxième partie (Rossed at Sea, Part 2)
13. Sur une île au large de l'Italie, troisième partie (Rossed at Sea, Part 3)
14. Le Bal du lycée (Dance, Dance Resolution)
15. La Perruque (Someone Has Tou-pay)
16. Les Voleurs d´identité (Identity Thieves)
17. Madame Kipling devient célèbre (Katch Kipling)
18. Le Bal des revenants (The Ghostest with the Mostest)
19. Multiples talents (The Fear in Our Stars)
20. Jessie à Hollywood (Jessie Goes to Hollywood)